# Jaroslav Balaštík
Jaroslav Balaštík (ur. 28 listopada 1979 w Uherskim Hradišciu) – czeski hokeista, reprezentant Czech.

## Kariera
- HC Zlín 20 (1995-1999)
- HC Zlín (1998-2005)
  -  HC Uherské Hradiště (1998)
  -  HC Kometa Brno (1999)
  -  HPK (2003)
- Columbus Blue Jackets (2005-2006)
- Syracuse Crunch (2005-2006)
- HV71 (2006-2007)
- PSG Zlín (2007-2011)
- BK Mladá Boleslav (2011-2012)
- PSG Zlín (2012-2014)
- Bílí tygři Liberec (2014-2015)

Wychowanek HC Uherské Hradiště w rodzinnym mieście. Wieloletni zawodnik klubu ze Zlína. Od maja 2012 ponownie zawodnik tej drużyny. Wówczas przedłużył kontrakt o dwa lata. W klubie był do końca października 2014. Od grudnia 2014 do końca sezonu zawodnik Bílí tygři Liberec. W sierpniu 2015 ogłosił zakończenie kariery zawodniczej.
W swojej karierze grał w drużynach czeskiej ekstraligi, fińskiej SM-liiga, NHL, AHL, szwedzkiej Elitserien.
Uczestniczył w turniejach mistrzostw świata w 2003, 2006, 2007.

## Sukcesy
Reprezentacyjne
- Srebrny medal mistrzostw świata: 2006

Klubowe
- Srebrny medal mistrzostw Czech: 1999, 2005, 2013 ze Zlínem
- Brązowy medal mistrzostw Czech: 2002 ze Zlínem
- Brązowy medal mistrzostw Finlandii: 2003 z HPK
- Złoty medal mistrzostw Czech: 2004 ze Zlínem
- Puchar Prezydenta Czeskiej Federacji Hokeja na Lodzie: 2013 ze Zlínem

Indywidualne
- Ekstraliga czeska w hokeju na lodzie (2003/2004):
  - Pierwsze miejsce w klasyfikacji strzelców w sezonie zasadniczym: 29 goli
  - Pierwsze miejsce w klasyfikacji strzelców w fazie play-off: 9 goli
- Ekstraliga czeska w hokeju na lodzie (2004/2005):
  - Pierwsze miejsce w klasyfikacji strzelców w sezonie zasadniczym: 30 goli
- Ekstraliga czeska w hokeju na lodzie (2007/2008):
  - Pierwsze miejsce w klasyfikacji strzelców w sezonie zasadniczym: 29 goli